# 판즈린
판즈린(중국어: 潘之琳, 병음: Pān Zhīlín, 한자음: 반지림, 1989년 9월 5일 ~ )은 중국의 배우이다.

## 출연작

### 드라마
- 2011년 후난위성텔레비전 금응독파극장 《일불소심애상니》 - 친미리 역
- 2014년 중국중앙텔레비전 제일특약극장 《봉인》 - 난영 역
- 2016년 아이치이 웹드라마 《편편냉소초가인》 - 지엔루티엔 역
- 2017년 베이징 텔레비전 품질극장 《직장시개기술활》 - 허락 역
- 2018년 동방 위성 텔레비전 동방극장 《진애적황언지파빙자》 - 담두두 역
- 2019년 장쑤 위성 텔레비전 행복극장 《광영시대》 - 바이링 역
- 2020년 후난위성텔레비전 금응독파극장 《녹수청산대소안》 - 두샤오위 역
- 2021년 동방 위성 텔레비전 동방극장 《돌위》 - 우석염 역
- 2022년 텐센트 웹드라마 《가유마마》 - 주루시 역
- 2023년 동방 위성 텔레비전 동방극장 《타개생활적정학방식》 - 뤄린 역
- 2023년 CCTV-1 제일특약극장 《부춘산거》 - 멍위춘 역
- 2024년 CCTV-1 제일특약극장 《성성적고향》 - 오양이싱 역
- 2024년 후난위성텔레비전 금응독파극장 《시광정호》 - 쉬멍샤오 역